# 敦布勒韋什蒂鄉
45°5′N 26°0′E / 45.083°N 26.000°E
敦布勒韋什蒂鄉（羅馬尼亞語：Comuna Dumbrăvești, Prahova），是羅馬尼亞的鄉份，位於該國中南部，由普拉霍瓦縣負責管轄，面積30平方公里，海拔高度258米，2007年人口3,737，人口密度每平方公里125人。